# Ignatz Grunau
Ignatz Grunau (ur. 4 maja 1795 w Braniewie, zm. 8 marca 1868 w Elblągu) – niemiecki kupiec i przedsiębiorca działający w Elblągu i Braniewie, prekursor elbląskiej żeglugi parowcowej, założyciel pierwszej w Prusach kasy chorych, filantrop.

## Życiorys
Ignatz Grunau urodził się 4 maja 1795 w Braniewie jako dziewiąte i najmłodsze dziecko szewca Josepha Grunaua i jego żony Dorothey z domu Arendt. Gdy ojciec zmarł w 1811, Ignatz opuścił rodzinny dom i wyjechał do Elbląga. Zamieszkał tam u o 16 lat starszego brata Johannesa. Johannes był kantorem w kościele św. Mikołaja oraz kierownikiem szkoły parafialnej (Nicolaikirchschule), do której uczęszczał Ignatz. W 1812 Ignatz zaczął w Elblągu terminować u kupca Jacoba Schwedera. W 1818 otworzył przy Schmiedestraße już własne przedsiębiorstwo handlu zbożem. Kapitał zakładowy wynosił zaledwie 300 guldenów (100 talarów), ale firma wkrótce stała się jedną z największych kompanii handlowo-przemysłowych regionu. W 1830 uruchomił pierwszy w Prusach Zachodnich młyn parowy. Potem jego własnością stało się kilkanaście spichlerzy, browary, 2 olejarnie parowe w Elblągu, 2 młyny parowe i 2 młyny wodne również w Elblągu. Grunau stał się właścicielem połowy Wyspy Spichrzów. 1 marca 1836 założył w Elblągu dla swoich robotników pierwszą w całym Królestwie Prus kasę chorych. W okresie największego rozkwitu było w niej 661 osób. Ignatz Grunau prowadził handel z Wielką Brytanią, Rosją, krajami skandynawskimi, Holandią, Belgią, Francją i USA. W 1840 należał do spółki, która uruchomiła żeglugę parową na Zalewie Wiślanym, a w 1842 zbudowała w Elblągu pierwszy pruski statek parowy, któremu nadano nazwę „James Watt”. Był także pionierem turystyki na Mierzei Wiślanej, w tym w kurorcie w Krynicy Morskiej. Prowadził obszerną działalność polityczną, społeczną, kulturalną i charytatywną. Był radnym miejskim Elbląga i posłem do parlamentu krajowego w Berlinie.

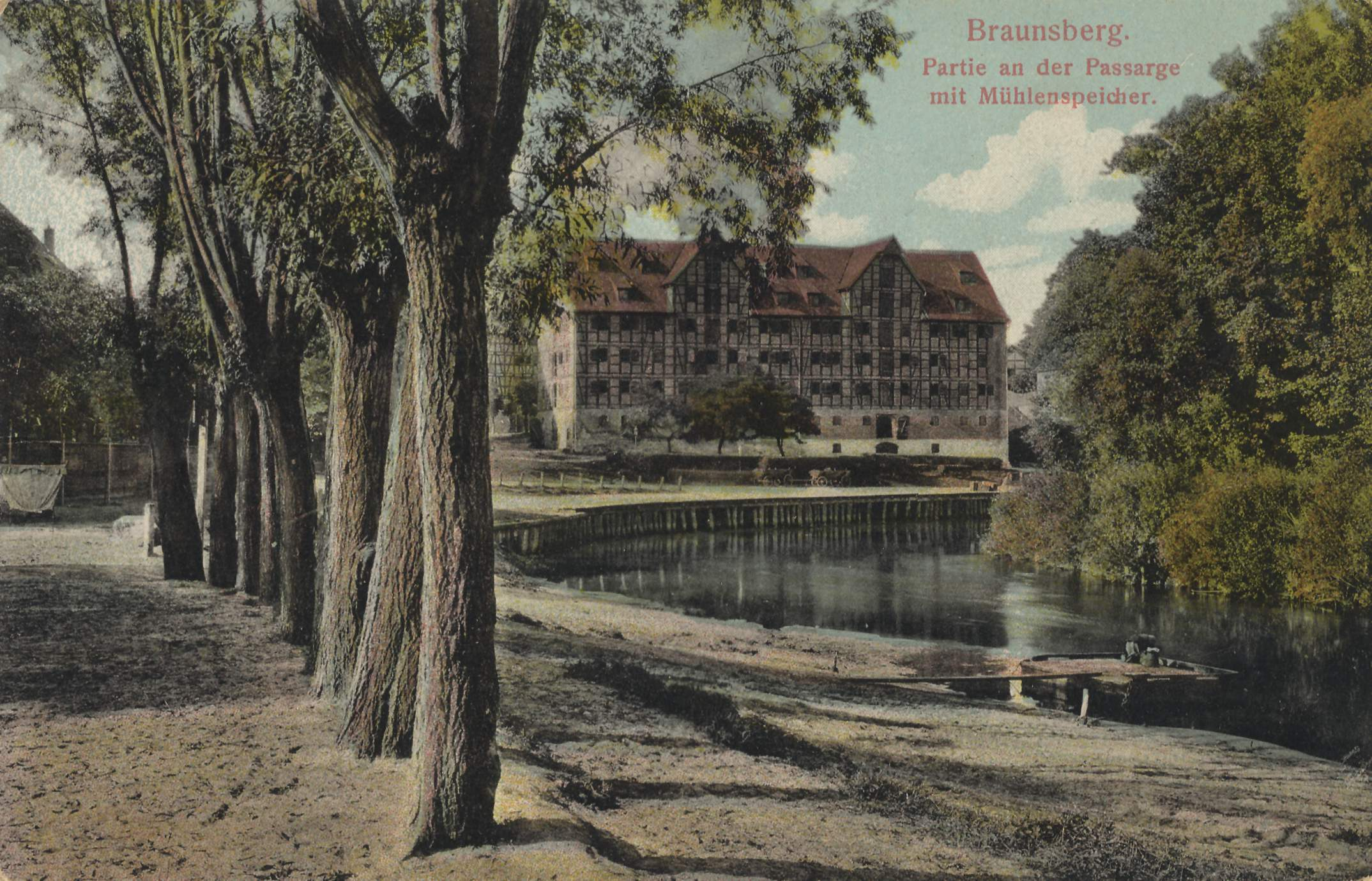
Największy braniewski spichlerz „Pod Złotym Lwem” (Löwenspeicher) zakupiony w 1848 przez Ignatza Grunaua

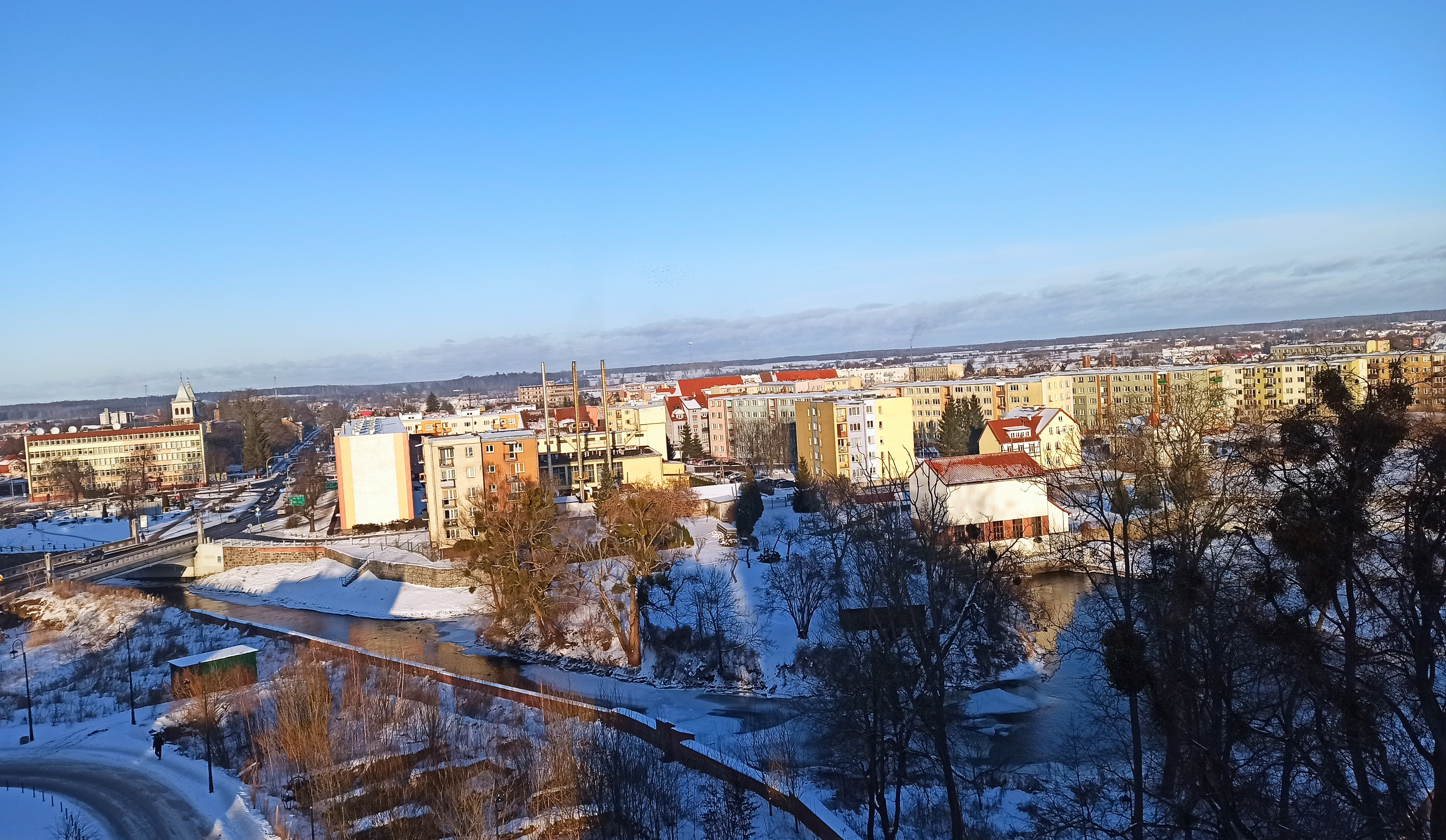
W zakolu Pasłęki znajdował się do 1945 Wielki Młyn Miejski

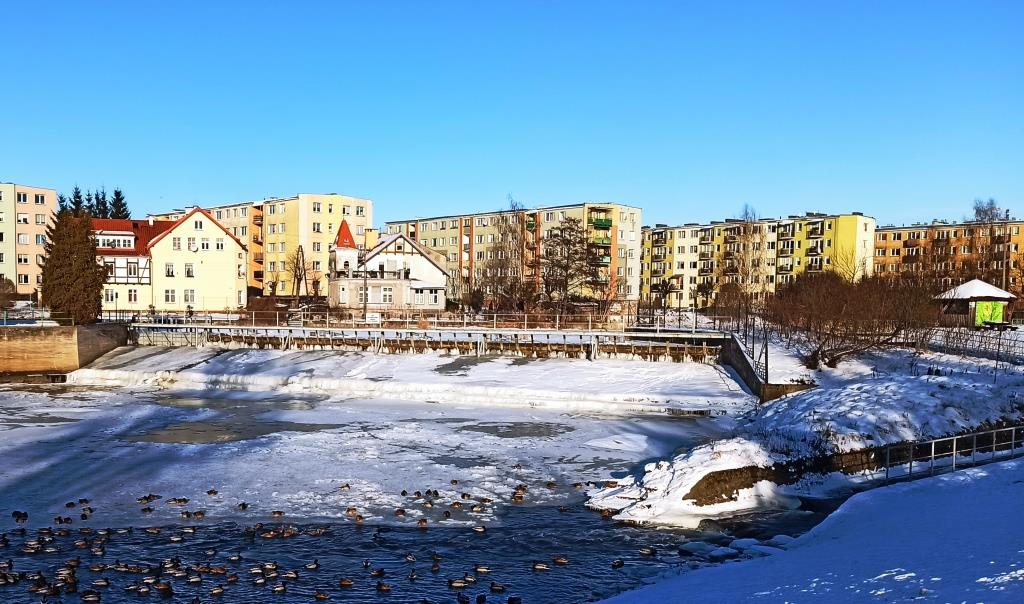
13 listopada 1857 uroczyście otwarta ostatnia budowla Grunaua – funkcjonujący do dziś jaz na Pasłęce

Ostatnie lata życia poświęcił jednak na inwestowaniu w Braniewie. W 1845 odkupił od wdowy Laury Schauinsland w centrum swojego rodzinnego miasta stary młyn za 29 tys. talarów wraz z kilkoma pobliskimi nieruchomościami. Zamiast remontować budowlę i urządzenia, postanowił postawić w tym miejscu całkowicie nowy młyn. Mimo dużego oporu władz miasta, jako że był to stary średniowieczny młyn biskupi z 1341, zrealizował Grunau swój zamysł. Nowy młyn miejski (Große Amtsmühle) został wybudowany w przeciągu roku.
Mimo licznych wcześniejszych dokonań gospodarczych Grunaua w Elblągu Wielki Młyn Miejski w Braniewie okazał się najokazalszą i najbardziej trwałą inwestycją Ignatza Grunaua. W celu nadzorowania budowy i sprawnego przemieszczania się pomiędzy miastami zakupił niewielki parowiec „Gänschen”, którym przypływał regularnie do Braniewa, aby osobiście nadzorować projekt. Wyposażenie do młyna zamówił w stoczni Ferdinanda Schichaua w Elblągu. W młynie zastosowano najnowocześniejszą technikę i rozwiązania techniczne. Charakterystyczna, monumentalna budowla, wkomponowała się dobrze w pejzaż Braniewa, wzbudzając zachwyt i uznanie mieszkańców miasta. Młyn został uruchomiony 11 stycznia 1847, początkowo z 4 żarnami do mielenia. Pierwszym jego zarządcą został R. van Beuningen. Nowoczesny młyn ożywił rynek zbożowy w okolicy. W gmachu Amtsmühle, oprócz głównego młyna zbożowego, powstały także: młyn garbarski, folusz (urządzenie do obróbki sukna) i olejarnia. Pierwsze 10 korców zmielonego w młynie w dniu otwarcia żyta Grunau przeznaczył dla ubogich mieszkańców Braniewa. Później również często sprzedawał swoje produkty ubogim po obniżonych cenach.
Tak potężny młyn, aby mógł wykorzystywać swoje moce, potrzebował w pobliżu odpowiednio dużego magazynu dla zboża. Już rok później, w 1848, nadarzyła się ku temu wyjątkowa okazja, gdyż na licytację został wystawiony znajdujący się w braniewskim porcie potężny spichlerz Pod Złotym Lwem (Löwenspeicher), zbudowany w 1806 przez Johanna Oestreicha (1750–1833). Wkrótce, 19 lutego 1848, Ignatz Grunau stał się jego właścicielem.
Po 1848 następuje zmierzch imperium Ignatza Grunaua. Wiosna Ludów wywraca dotychczasowe porządki, wojny prusko-duńskie i związanie z nimi blokady niemieckich portów przez Danię w latach 1848–1849 doprowadziły do bankructwa wielu przedsiębiorców. W 1850 bankrutuje również największy przedsiębiorca w ówczesnym Elblągu, Ignatz Grunau.
Zamknął zakłady i młyny w Elblągu, jedynie dzięki pomocy państwa zachował młyn w Braniewie, który nadal funkcjonował i przynosił dochody. Grunau dalej inwestował w Braniewie – w 1857 za ok. 9 tys. talarów wybudował na 143 stopy długi i 23½ stopy szeroki jaz na Pasłęce (istniejący do dziś – na zdjęciu obok), ponadto zakupił nowszą technologię do mielenia zboża w młynie.
Kolejna wojna prusko-duńska 1864 spowodowała kolejną blokadę żeglugi przez Danię i tym razem doprowadziła Grunaua do ogłoszenia upadłości. W 1866 Ignatz Grunau zawarł ugodę z wierzycielami i dalej zarządzał braniewskim młynem. Jednak podeszły wiek i choroby zmusiły go do przekazania (wydzierżawienia) tej ostatniej nieruchomości swojemu synowi Georgowi. Ignatz powrócił do rodziny w Elblągu i po dwóch miesiącach zmagania się z rakiem żołądka umarł 8 marca 1868. Pochowany został 13 marca na cmentarzu św. Mikołaja.

## Życie prywatne
Ignatz Grunau ożenił się 27 października 1818 z Anną Dorotheą z domu Ehm. Mieli sześcioro dzieci, trzech synów i trzy córki. Ich najstarszy syn, George, przejął interesy po ojcu.